# Low Hunsley
Low Hunsley – osada w Anglii, w hrabstwie East Riding of Yorkshire. Leży 16 km na zachód od miasta Hull i 256 km na północ od Londynu.